# Монастырь капуцинов (Синтра)
Монастырь капуцинов (порт. Convento dos Capuchos) — католический монастырь в окрестностях португальского города Синтры.
Оригинальное название монастыря — Конвенто де Санта Крус (порт. Convento da Santa Cruz), был основан Алвару ди Каштру, сыном идальго Жуана ди Каштру в 1560 году. Согласно легенде, Жуан ди Каштру, заблудившись во время охоты на оленя, остановился на ночлег у скал, где ему явился сон о необходимости построить христианский храм в этом месте, и позднее его сын по последней воле отца приказал основать монастырь.
Первая община состояла из 8 монахов-францисканцев, самый известных из которых — брат Онорио — прожил согласно легенде почти 100 лет, последние 30 лет проведя в монастыре и занимаясь самобичеванием.
В период упадка францисканского ордена земли были приобретены виконтом де Монсеррате (сэр Фрэнсис Кук), а позднее стали собственностью Португалии. Монастырь стал приходить в разруху; по состоянию на начало XXI века находится в руинах.

## Галерея

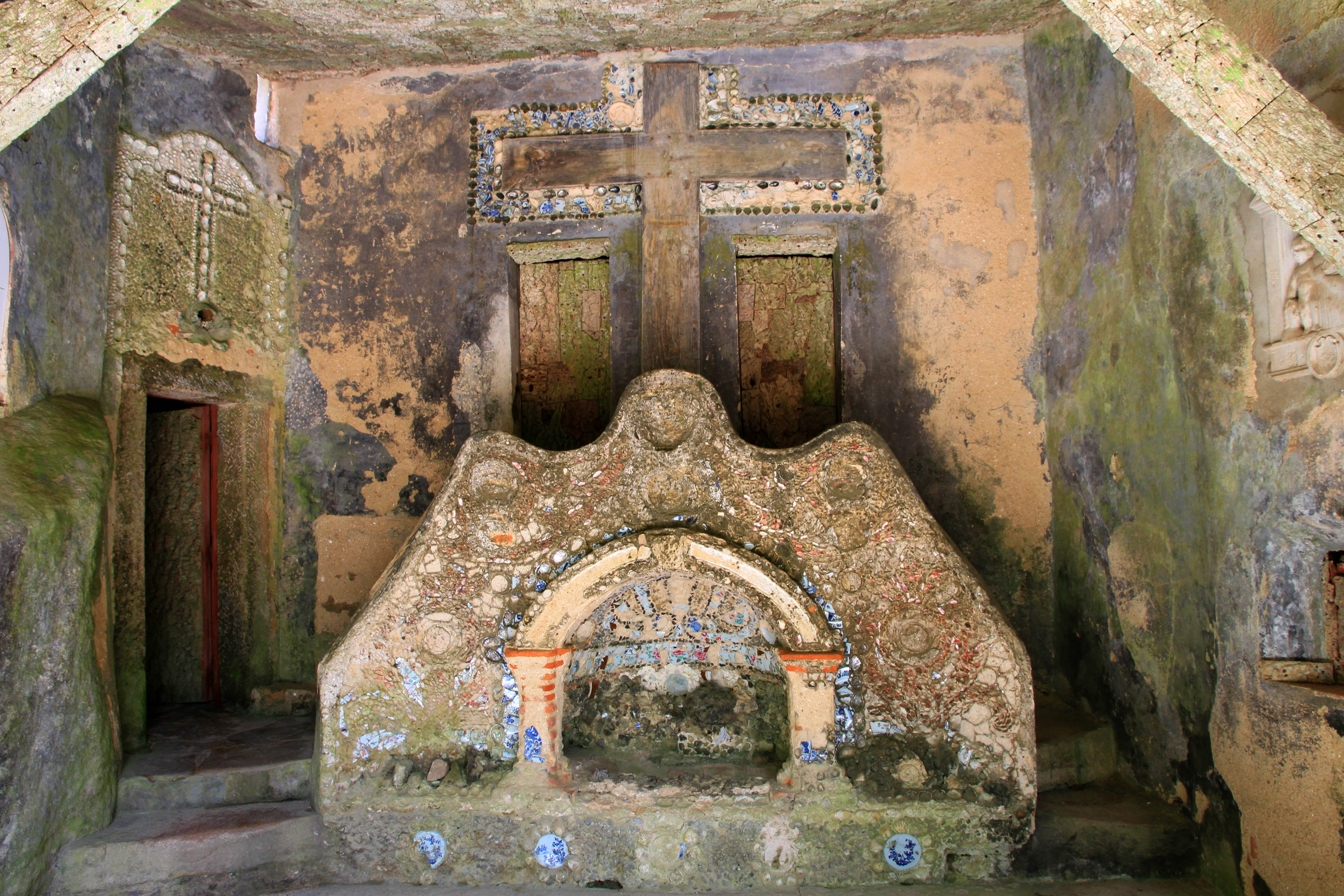
Алтарь в Монастыре капуцинов из пробкового дерева и ракушек
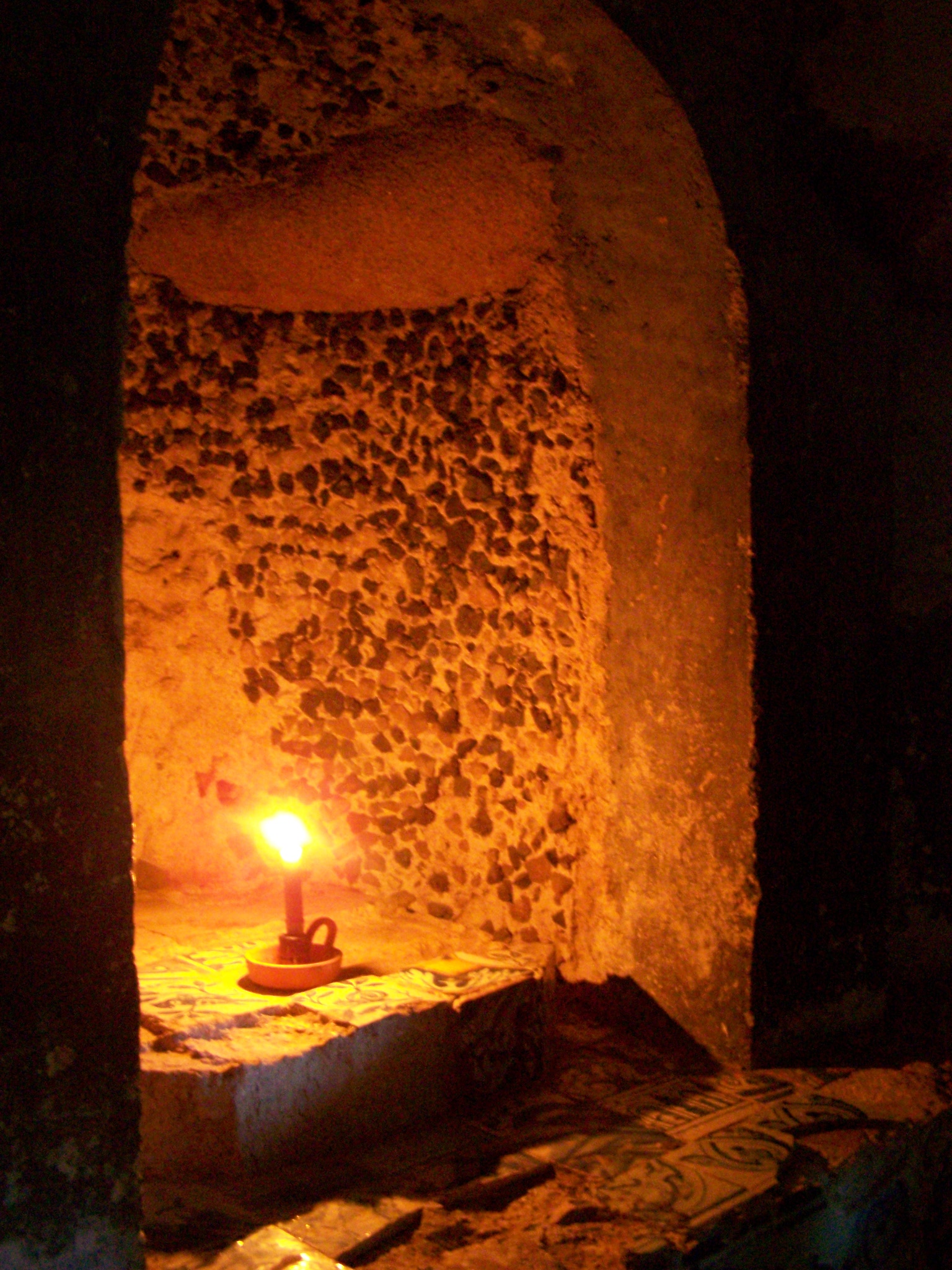
Монастырь Капуцинов
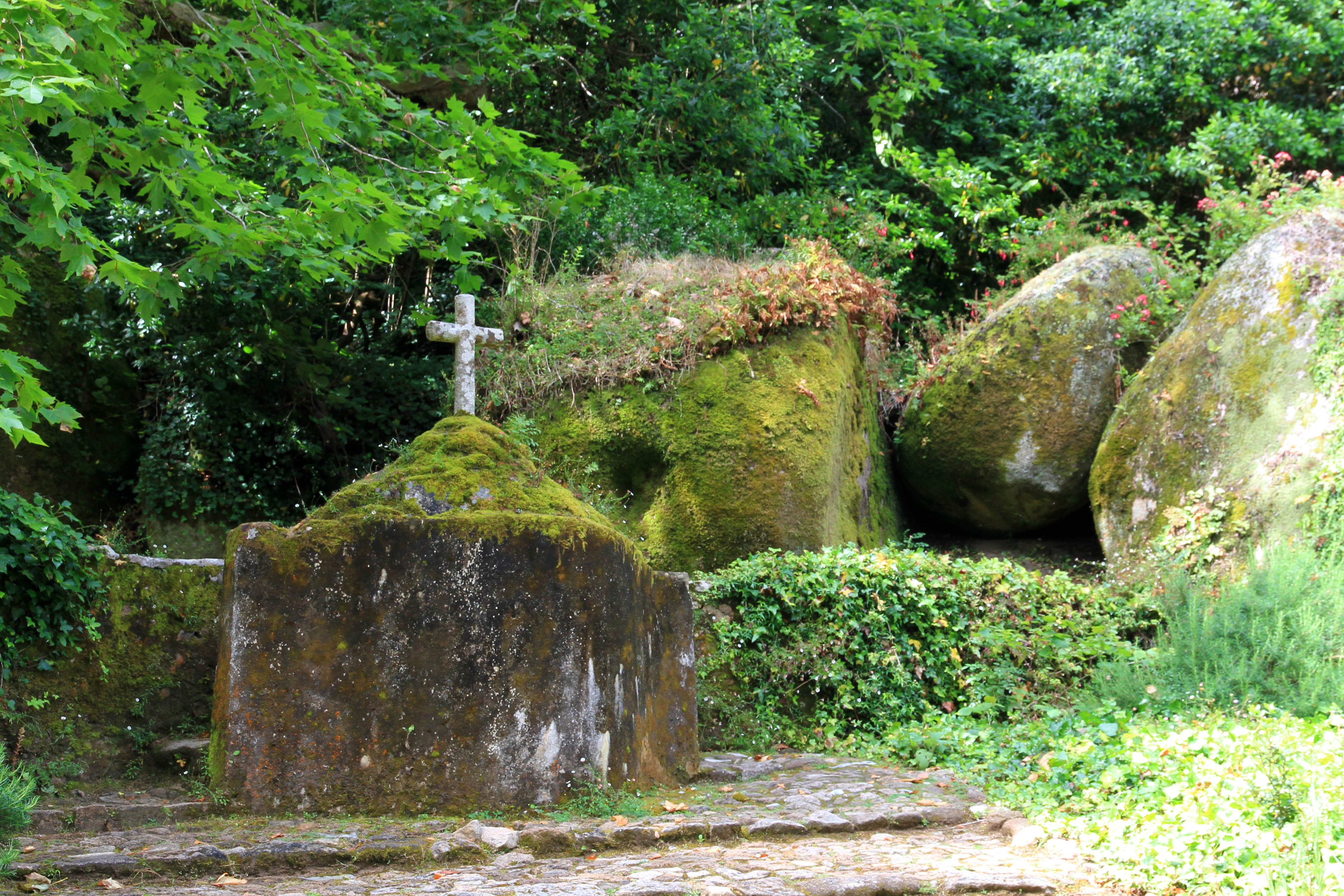
Монастырь Капуцинов в Синтре